# 44-я ракетная дивизия
44-я ракетная Камышинская дивизия — ракетное соединение, в составе Ракетных войск стратегического назначения, Советской Армии ВС Союза ССР.
Полное условное наименование формирования — Войсковая часть № 43291.

## История
Сформирована ракетная дивизия 20 декабря 1950 года на полигоне Капустин Яр, Астраханской области (РСФСР) как 23-я бригада особого назначения РВГК, из частей 22-й бригады особого назначения РВГК, на основе 4-й огневой батареи.
В январе 1951 года переведена в город Камышин, Сталинградской (Волгоградской) области РСФСР.
15 марта 1953 года переименована в 73-ю инженерную бригаду РВГК.
В июле 1959 года бригада передислоцирована в город Коломыя, Ивано-Франковской области УССР.
1 июля 1960 года бригада переименована в 44-ю ракетную дивизию.
В 1961 году дивизия входит в состав 43-й ракетной армии.
В 1967 году 101-й ракетный полк передислоцирован в Сарыозек Алма-Атинской области Казахской ССР.
13 марта 1981 года 76-й ракетный полк передислоцирован в Юрью Кировской области (8-я ракетная дивизия).
В 1984 году 15-й ракетный полк, сформированный в Коломые, Ивано-Франковской области в 1983 году, передан в 43-ю гвардейскую ракетную дивизию и передислоцирован в город Глухов Сумской области).
1 июля 1988 года 586-й ракетный полк передислоцирован в Иркутск (29-я гвардейская ракетная дивизия).
31 июля 1988 года, в период Горбачёвского разоружения, расформирован 151-й ракетный полк.
31 марта 1990 года расформирован 40-й ракетный полк.
После распада СССР дивизия передана в состав ВС Украины и расформирована 31 марта 1990 года[что?].

## Состав
Состав в 1954 году (73-я инженерная бригада РВГК):
- управление;
- 636-й отдельный инженерный дивизион РВГК;
- 639-й отдельный инженерный дивизион РВГК;
- 651-й отдельный инженерный дивизион РВГК.

Состав в 1960 году (73-я инженерная бригада РВГК):
- управление;
- 40-й инженерный полк РВГК (Коломыя, Ивано-Франковская область);
- 494-я подвижная ремонтно-техническая база (Коломыя, Ивано-Франковская область);
- 76-й инженерный полк РВГК (Долина, Львовская область);
- 53-я подвижная ремонтно-техническая база (Долина, Львовская область);
- 101-й инженерный полк РВГК (Свалява, Закарпатская область);
- 410-я подвижная ремонтно-техническая база (Свалява, Закарпатская область);
- 586-й гвардейский инженерный полк РВГК (Каменец-Подольский, Хмельницкая область);
- 1033-я подвижная ремонтно-техническая база (Каменец-Подольский, Хмельницкая область).

Состав в 1961 году (44 рд):
- управление;
- 40-й ракетный полк, в/ч 81671, позывной: «Делянка», (Коломыя, Ивано-Франковская область);
- 76-й ракетный Кировский полк, в/ч 88009, с 1981 г. — в/ч 49567), позывной: «Задел» (Долина, Львовская область);
- 101-й ракетный полк, в/ч 86343 (Свалява, Закарпатская область);
- 151-й ракетный полк, в/ч 18376, позывной: «Карабин» (Стрый, Львовская область);
- 586-й гвардейский ракетный Свирский ордена Богдана Хмельницкого полк (в/ч 43160, с 1988 года — в/ч 52009), позывной: «Порубщик» (Каменец-Подольский, Хмельницкая область).

Состав в 1985 году:
- управление;
- 40-й ракетный полк;
- 151-й ракетный полк;
- 586-й ракетный полк (Скала Подольская, Тернопольская область).

Части специальных войск и тыла:
- 53-я ремонтно-техническая база (придана 76-му ракетному полку);
- 410-я ремонтно-техническая база (придана 101-му ракетному полку);
- 494-я ремонтно-техническая база (придана 40-му ракетному полку);
- 1033-я ремонтно-техническая база (придана 586-му ракетному полку);
- 1051-я ремонтно-техническая база (придана 151-му ракетному полку);
- ????-я техническая ракетная база;
- войсковая часть 34545,  ???-й узел связи.

## Вооружение
Основное вооружение:
- Р-5М (8К51) (SS-3 «Shyster») (1960—1968 гг.)
- Р-12 «Двина» (8К63) (SS-4 «Sandal») (1961—1989 гг.)

## Командиры дивизии
- полковник Григорьев Михаил Григорьевич (23-я БрСпН) (20.12.1950-30.11.1954);
- полковник Тонких Фёдор Петрович (73-я ИнжБр) (30.11.1954-01.12.1956);
- генерал-майор Диброва Иван Филиппович (10.12.1956- .07.1961);
- генерал-майор Никифоров Николай Семёнович (.07.1961- 13.10.1970);
- генерал-майор Сапоженков Юрий Алексеевич (13.10.1970- 20.01.1977);
- генерал-майор Фурса Евгений Григорьевич (20.01.1977-13.12.1980);
- генерал-майор Фёдоров Владимир Алексеевич (13.12.1980-30.06.1982);
- генерал-майор Макаревич Александр Александрович (30.06.1982-29.10.1987);
- генерал-майор Каримов Рустам Бакиевич (29.10.1987-31.03.1990).